# Ancona Calcio 1997-1998
L'Ancona Calcio nella stagione 1997-1998 disputò la Serie B, che concluse al 18º posto, retrocedendo così in Serie C1.

## Stagione
Nella stagione 1997-1998 l'Ancona disputa il campionato di Serie B, ottiene 40 punti che valgono il terz'ultimo posto in classifica, con relativa retrocessione in Serie C1. Per l'Ancona si è trattato di una stagione tormentata da vicende societarie, che sono state una delle cause della retrocessione. La stagione sportiva è iniziata con il tecnico Francesco Giorgini e si è capito subito che non sarebbe stata una passeggiata. Dopo una discreta partenza, il girone di andata è terminato con i biancorossi con 21 punti, un solo punto sopra la zona pericolosa. Nel girone discendente le cose non sono migliorate, ai primi di aprile si è tentato di dare la scossa chiamando ad Ancona l'allenatore Franco Scoglio, ma non ha funzionato, è rimasto in carica quattro partite, senza ottenere nessuna vittoria, si è allora ritornati al sentiero vecchio con Giorgini, che ha condotto l'Ancona fino al termine del torneo. Miglior marcatore di stagione Francesco Flachi arrivato ad Ancona a dicembre, ha giocato solo 17 partite nel girone di ritorno, ma realizzato 10 reti. In Coppa Italia i marchigiani sono usciti nel primo turno, superati nel doppio confronto dal Pescara.

## Rosa
| N. |                   | Ruolo | Calciatore           |
| -- | ----------------- | ----- | -------------------- |
| 1  | Italia (bandiera) | P     | Alessandro Cesaretti |
| 2  | Italia (bandiera) | D     | Giuseppe Luceri      |
| 3  | Italia (bandiera) | D     | Simone Altobelli     |
| 4  | Italia (bandiera) | C     | Marco Carrara        |
| 5  | Italia (bandiera) | D     | Diego Pellegrini     |
| 6  | Italia (bandiera) | C     | Davide Tentoni       |
| 7  | Italia (bandiera) | C     | Stefano Albanesi     |
| 8  | Italia (bandiera) | C     | Maurizio Coppola     |
| 9  | Italia (bandiera) | A     | Giorgio Bresciani    |
| 10 | Italia (bandiera) | A     | Fabio Lucidi         |
| 11 | Italia (bandiera) | D     | Cristian Trapella    |
| 12 | Italia (bandiera) | P     | David Dei            |
| 13 | Italia (bandiera) | C     | Ciro Di Nicolantonio |
| 14 | Italia (bandiera) | A     | Roberto Balducci     |
| 15 | Italia (bandiera) | C     | Aldo Monza           |
| 16 | Italia (bandiera) | A     | Alberto Briaschi     |
| 17 | Italia (bandiera) | C     | James Wilson         |
| 18 | Italia (bandiera) | C     | Michele Fini         |
| 20 | Italia (bandiera) | D     | Francesco Nocera     |
| 21 | Italia (bandiera) | A     | Omar Martinetti      |

| N. |                    | Ruolo | Calciatore           |
| -- | ------------------ | ----- | -------------------- |
| 24 | Italia (bandiera)  | D     | Andrea Camplone      |
| 27 | Italia (bandiera)  | C     | Mirko Ventura        |
| 28 | Italia (bandiera)  | D     | Massimo Paci         |
| 29 | Italia (bandiera)  | A     | Edmondo Farias       |
| 30 | Italia (bandiera)  | C     | Fabio Fontana        |
| 31 | Italia (bandiera)  | P     | Massimo Fiorentino   |
| 32 | Italia (bandiera)  | C     | Gianluca Petrachi    |
| 34 | Italia (bandiera)  | D     | Gianluca Ricci       |
| 35 | Italia (bandiera)  | D     | Roberto Ripa         |
| 36 | Croazia (bandiera) | A     | Tomislav Erceg       |
| 37 | Italia (bandiera)  | C     | Francesco Montervino |
| 38 | Italia (bandiera)  | A     | Francesco Flachi     |
| 39 | Italia (bandiera)  | C     | Sergio Campolo       |
| 40 | Italia (bandiera)  | D     | Massimo Brioschi     |
| 42 | Italia (bandiera)  | C     | Federico Tesei       |
| 43 | Italia (bandiera)  | C     | Diego Cerioni        |
| 44 | Italia (bandiera)  | D     | Giuliano Lamma       |
| 45 | Italia (bandiera)  | A     | Simone Rocchetti     |
| 46 | Italia (bandiera)  | A     | Marco Griffoni       |

## Risultati

### Campionato

#### Girone di andata
| Arbitro: | Pellegrino (Barcellona Pozzo di Gotto) |

|           |           |  |
| Monza 46’ | Marcatori |  |

| Arbitro: | Bolognino (Milano) |

|                     |           |                |
| Camplone 42’ (aut.) | Marcatori | 80’ Martinetti |

| Arbitro: | Borriello (Mantova) |

|                                                          |           |                                   |
| Carrara 15’ A. Briaschi 16’ Altobelli 38’ Martinetti 91’ | Marcatori | 28’ Lombardi 64’ Pisano 88’ Nappi |

| Arbitro: | Lana (Torino) |

|                    |           |  |
| Buonocore 48’, 88’ | Marcatori |  |

| Arbitro: | Treossi (Forlì) |

|  |           |               |
|  | Marcatori | 38’ Dal Canto |

| Arbitro: | Branzoni (Pavia) |

|                             |           |                                |
| Lucidi 66’ G. Bresciani 70’ | Marcatori | 8’, 48’ Lorenzini 34’ Perrotta |

| Arbitro: | Bonfrisco (Monza) |

|                     |           |                |
| Biagioni 52’ (rig.) | Marcatori | 87’ Martinetti |

| Arbitro: | Calabrese (Avezzano) |

|                                           |           |                                                               |
| Tentoni 26’ (rig.) Lucidi 45+1’, 69’, 82’ | Marcatori | 27’ Boscolo 43’ De Poli 48’ Bonavina 92’ (aut.) D. Pellegrini |

| Arbitro: | Rossi (Ciampino) |

|                       |           |                |
| Bernardini 17’ (rig.) | Marcatori | 85’ Martinetti |

| Ancona 9 novembre 1997 10ª giornata | Ancona             | 0 – 0 | Verona | Stadio del Conero\| Arbitro: \| Gambino (Barletta) \| |
| Arbitro:                            | Gambino (Barletta) |       |        |                                                       |

| Arbitro: | Sputore (Vasto) |

|  |           |          |
|  | Marcatori | 20’ Ripa |

| Arbitro: | Farina (Novi Ligure) |

|                                    |           |                                |
| Petrachi 32’, 62’ Tosto 65’ (aut.) | Marcatori | 56’, 60’ Di Vaio 91’ Artistico |

| Arbitro: | Nucini (Bergamo) |

|                    |           |  |
| Parente 33’ (rig.) | Marcatori |  |

| Arbitro: | Lana (Torino) |

|  |           |          |
|  | Marcatori | 63’ Paci |

| Arbitro: | Branzoni (Pavia) |

|  |           |                       |
|  | Marcatori | 83’ (rig.) M. Coppola |

| Arbitro: | Paparesta (Bari) |

|                                  |           |                        |
| Aruta 39’ Pisano 48’, 92’ (rig.) | Marcatori | 28’ Erceg 37’ Petrachi |

| Arbitro: | Sirotti (Forlì) |

|  |           |             |
|  | Marcatori | 83’ Roberts |

| Arbitro: | Calabrese (Avezzano) |

|                                         |           |  |
| Grassadonia 72’ Muzzi 83’ Carruezzo 93’ | Marcatori |  |

| Arbitro: | Preschern (Mestre) |

|                                      |           |                        |
| Altobelli 7’ Petrachi 40’ Lucidi 49’ | Marcatori | 10’ Perrone 59’ Fiorin |

#### Girone di ritorno
| Arbitro: | Gambino (Barletta) |

|               |           |                    |
| Fattori 45+2’ | Marcatori | 78’ (rig.) Tentoni |

| Arbitro: | Serena (Bassano del Grappa) |

|           |           |                   |
| Erceg 75’ | Marcatori | 57’ (rig.) Longhi |

| Arbitro: | Sirotti (Forlì) |

|                      |           |           |
| Lopez 37’ Kallon 46’ | Marcatori | 10’ Erceg |

| Arbitro: | Rossi (Ciampino) |

|  |           |                            |
|  | Marcatori | 71’ Vecchiola 90’ Biliotti |

| Arbitro: | Rosetti (Torino) |

|                  |           |              |
| P. Bresciani 45’ | Marcatori | 10’ Petrachi |

| Arbitro: | Cardella (Torre del Greco) |

|                                  |           |            |
| Giacchetta 41’ Aloisi 86’ (rig.) | Marcatori | 28’ Nocera |

| Arbitro: | Nucini (Bergamo) |

|                                      |           |  |
| Tentoni 61’ (rig.) Flachi 89’ (rig.) | Marcatori |  |

| Arbitro: | Branzoni (Pavia) |

|                                              |           |  |
| Bonavina 20’, 56’ Pasa 69’ Pradella 82’, 93’ | Marcatori |  |

| Arbitro: | Dagnello (Trieste) |

|                      |           |                             |
| Flachi 20’ Erceg 81’ | Marcatori | 37’ Bernardini 48’ Lombardo |

| Arbitro: | Pin (Conegliano) |

|                          |           |  |
| Minetti 11’ De Vitis 87’ | Marcatori |  |

| Ancona 19 aprile 1998 30ª giornata | Ancona              | 0 – 0 | Padova | Stadio del Conero\| Arbitro: \| Ceccarini (Livorno) \| |
| Arbitro:                           | Ceccarini (Livorno) |       |        |                                                        |

| Arbitro: | Gambino (Barletta) |

|                              |           |                 |
| Artistico 46’, 88’ Tosto 84’ | Marcatori | 75’, 90’ Flachi |

| Arbitro: | Bettin (Padova) |

|               |           |                 |
| Altobelli 51’ | Marcatori | 91’ (aut.) Ripa |

| Arbitro: | Strazzera (Trapani) |

|              |           |            |
| Colacone 25’ | Marcatori | 59’ Flachi |

| Arbitro: | Sputore (Vasto) |

|                                    |           |                             |
| Ripa 23’ Flachi 51’ Martinetti 78’ | Marcatori | 64’ Vicentini 84’ Zanchetta |

| Ancona 24 maggio 1998 35ª giornata | Ancona               | 0 – 0 | Pescara | Stadio del Conero\| Arbitro: \| Trentalange (Torino) \| |
| Arbitro:                           | Trentalange (Torino) |       |         |                                                         |

| Arbitro: | Farina (Novi Ligure) |

|                                                 |           |                             |
| Francioso 12’ (rig.) Crovari 30’ Clamentini 42’ | Marcatori | 10’, 57’, 88’ (rig.) Flachi |

| Arbitro: | Messina (Bergamo) |

|                                                             |           |           |
| Martinetti 35’ Flachi 49’ Tentoni 90’ (rig.) Montervino 94’ | Marcatori | 12’ Muzzi |

| Arbitro: | Rosetti (Torino) |

|                               |           |                               |
| Axeldal 48’ Vukoja 83’ (rig.) | Marcatori | 41’ D. Pellegrini 45+1’ Ricci |

## Coppa Italia

### Primo turno
| Arbitro: | Braschi (Prato) |

|                                     |           |               |
| Tentoni 16’ (rig.) G. Bresciani 46’ | Marcatori | 34’ Cammarata |

| Arbitro: | Farina (Novi Ligure) |

|                         |           |  |
| Gelsi 21’ Cammarata 77’ | Marcatori |  |